# Georg Styrman
Georg August Styrman, född 23 oktober 1883 i Karl Gustavs socken, Norrbotten, död 15 juli 1969 i Stockholm, var en svensk jurist, organisatör och kommunalpolitiker.
Georg Styrman var son till lantbrukaren August Styrman. Han avlade mogenhetsexamen i Luleå 1905 och blev juris kandidat vid Uppsala universitet 1910. Efter tingstjänstgöring och anställning vid länsstyrelsen i Luleå var han extraordinarie tjänsteman i några centrala ämbetsverk 1914–1916 och samtidigt sekreterare och ombudsman för Lidingö köping. 1916 anställdes han i Sveriges verkstadsförening, där han 1918 blev vice VD och 1924–1948 var VD. Han företog en mängd resor i olika europeiska länder, speciellt för att studera kollektivavtal och därmed sammanhängande problem, och var svensk representant vid dels Internationella arbetsbyråns allmänna konferenser och dels sammanträden med Metal Trades Committee. Bland Styrmans statliga uppdrag märks, att han var suppleant i Arbetsdomstolen 1939–1948 och tillhörde 1946 års lönestatistiksakkunniga. Han var ordförande i Arbetsmarknadens yrkesråd 1944–1948. Styrman var livligt kommunal verksam. Han tillhörde stadsfullmäktige i Stockholm 1926–1931 och 1935–1950 (varav 1942–1950 som vice ordförande i högergruppen). Under en del av år 1948 och 1949 var han tillförordnat borgarråd. Bland hans övriga kommunala uppdrag märks, att han var ledamot av löneavtalsnämnden 1927–1945, varav 1930–1940 som vice ordförande, ledamot av kommunala omorganisationskommittéen 1940–1941 samt var ledamot av Stockholms stads industriverksstyrelse från 1928 (1935–1940 som vice ordförande) och ordförande i Stockholms stads byggnadsnämnd 1947–1950. Dessutom tillhörde Styrman ett antal Stockholms stads nämnder och kommittéer samt bolagsstyrelser. Styrman utgav historiken Verkstadsföreningen (1937, 2:a utökade upplagan 1946).